# Pablo Peñailillo
Pablo Esteban Peñailillo Muñoz (nacido el 3 de septiembre de 1971 en Concepción, Chile) es un exfutbolista chileno. Jugaba como guardameta.

## Selección nacional

### Selección juvenil
Fue nominado a la selección sub-20 para el Sudamericano Sub-20 de 1991, quedando eliminado en primera ronda. También, formó parte de la sub-23 de Chile en el Preolímpico de 1992.

#### Participaciones en sudamericanos
| Torneo                      | Sede      | Resultado    |
| --------------------------- | --------- | ------------ |
| Sudamericano Sub-20 de 1991 | Venezuela | Primera fase |

#### Participaciones en Preolímpicos
| Torneo                     | Sede     | Resultado    |
| -------------------------- | -------- | ------------ |
| Preolímpico Sub-23 de 1992 | Paraguay | Primera Fase |

## Clubes
| Club                         | País  | Año       |
| ---------------------------- | ----- | --------- |
| Arturo Fernández Vial        | Chile | 1989-1992 |
| Universidad de Chile         | Chile | 1993      |
| Arturo Fernández Vial        | Chile | 1994      |
| Santiago Wanderers           | Chile | 1995-1997 |
| Deportes Arica               | Chile | 1998      |
| Santiago Wanderers           | Chile | 1999-2000 |
| Deportes Melipilla           | Chile | 2001      |
| Independiente de Chiguayante | Chile | 2002      |
| Arturo Fernández Vial        | Chile | 2003-2004 |

## Palmarés

### Campeonatos nacionales
| Título    | Club               | País  | Año  |
| --------- | ------------------ | ----- | ---- |
| Primera B | Santiago Wanderers | Chile | 1995 |